# Tricameroni csata
A tricameroni csata 533. december 15-én zajlott Afrikában, Karthágótól 27 km-re keletre a Flavius Belisarius által vezetett bizánci seregek és Gelimer vandál király között.
A csata a számbeli fölényben lévő vandálok vereségével végződött, amiben közrejátszott az is, hogy Gelimer elszökött a csatatérről. Az ütközetet követően megszűnt a vandál királyság, így I. Justinianus Bizánchoz csatolhatta Észak-Afrikát.

## Előzmények
I. Justinianus 527-ben lépett a Bizánci Birodalom trónjára, nagybátyja, I. Justinus halála után.
Justinianus a római császárok utódjának és az egyház fejének tartotta magát. Uralkodása két fő céljának a Római Birodalom helyreállítását és az ariánusok legyőzését tekintette. Céljai elérésében két legfőbb segítője a hadvezér Belisarius és főudvarmestere, Narses volt. 532-ben az ő segítségükkel verte le a Nika-felkelést, melynek során 35 ezer lázadó halt meg. A lázadás leverése előtt Belisarius legyőzte a perzsákat, ezt követően Justinianus az Észak-Afrikába küldött sereg élére állította.
A hadjáratot az váltotta ki, hogy Gelimer letaszította a vandál trónról és megölte a Bizánc-barát Hilderichet. A Belisarius rendelkezésére bocsátott sereg - 10 ezer gyalogos és 5 ezer lovas - nem volt kiemelkedő nagyságú. Serege 533. június 22-én hagyta el Konstantinápolyt, 500 teherhajóval és az azt kísérő 92 dromónnal. Belisarius hadműveletei kiindulópontjául Szicíliát választotta. Gelimer legjobb katonáit testvére, Tzazon vezetésével Szardíniába küldte egy helyi lázadás leverésére, emiatt nem tudta megakadályozni, hogy Belisarius partraszálljon Ras Kapudia-nál, Karthágótól 130 mérföldre délre. Belisarius a partot érést követően azonnal kihirdette, hogy nem a vandálok ellen harcol, hanem Gelimer katonái ellen. Előőrsét, 300 lovast Arméniai János vezette. Jobb oldalát 600 hun lovas védte, míg bal oldalát a teljes flottája.

### Ad Decimum
533. szeptember 13-án a bizánci sereg a Karthágó közelében található Ad Decimum szoroshoz ért. Gelimer úgy tervezte, hogy három irányból támadja meg a Belisarius seregét, azonban a vandál seregek közötti összhang hiánya miatt kudarcot vallott. Amatus szeptember 13-án indult Karthágóból, korábban támadt a másik két seregnél, így elesett és serege is megfutamodott. A Gibamundus vezette másik sereget a hunok által alkotott bizánci jobbszárny legyőzte. Gelimer megfutamította Belisarius seregének középhadát, ám amikor a csatamezőn meglátta testvére, Amatus holttestét, azonnali temetést rendezett Belisarius seregének további üldözése helyett. Eközben Belisarius rendezte sorait és visszatámadott, szétszórva a vandál sereget. 533. szeptember 15-én Belisarius bevonult a védői által üresen hagyott Karthágóba. Gelimer a Karthágótól 150 km-re nyugatra fekvő Bulla Regiába vonult vissza, ahol rendezte seregét.

## A csata
Bulla Regiában Gelimerhez csatlakozott Tzazon Szardíniából kivont serege, így Prokopiosz szerint a vandálok létszámban felülmúlták a bizánciakat. Bár Gelimer sikertelenül próbálkozott a hunok átállításával, Belisarius kételkedett zsoldosai hűségében, így az azonnali támadás mellett döntött. Belisarius előreküldte Arméniai Jánost 500 lovassal, s másnap maga is elindult Tricameron irányába 500 lovassal és a gyalogsággal. Gelimer és Tzazon seregeit kétszer támadta meg a bizánci lovasság, de a vandálok visszaverték őket. Azonban harmadszor Arméniai János bevetette az íjászokat is, s ezzel megfutamította a vandál lovasokat. Ezek az összecsapások nem tartottak tovább egy óránál. A délután beálltával Belisarius a gyalogságot is harcba küldte. Gelimer elmenekült a harctérről: megfutamodása zavart keltett katonái között, akik menekülni kezdtek.

## Következmények
Gelimer elvesztette királyságát. Megpróbált ugyan Hispániába vagy a berberek közé szökni, de a terve kitudódott és bizánci fogságba esett. Először nem akarta feladni magát, de a különösen kemény tél megadásra bírta. A Vandál Királyság észak-afrikai területei, valamint szardíniai, korzikai birtokai és a Baleár-szigetek Justinianus kezébe kerültek.
A kutatás úgy tartja, hogy Justinianus észak-afrikai hadjárata komoly gazdasági károkat okozott, ugyanakkor a birtokba vett egykori vandál területek kiváló támaszpontul szolgáltak egy itáliai háborúhoz. 534-ben Amalasuintha keleti gót királynő meggyilkolása jó ürügyet teremtett Justinianus számára Szicília és Dalmácia megtámadásához, amivel kezdetét vette a Bizánci Birodalom osztrogótok elleni háborúja.

## Fordítás
- Ez a szócikk részben vagy egészben  a   Batalla_de_Tricameron című spanyol Wikipédia-szócikk fordításán alapul.  Az eredeti cikk szerkesztőit annak laptörténete sorolja fel. Ez a jelzés csupán a megfogalmazás eredetét és a szerzői jogokat jelzi, nem szolgál a cikkben szereplő információk forrásmegjelöléseként.